# Jauni (Saaremaa)
Koordinaten: 58° 27′ N, 22° 12′ O
Jauni (deutsch Janni) ist ein Dorf (estnisch küla) auf der größten estnischen Insel Saaremaa. Es gehört zur Landgemeinde Saaremaa (bis 2017: Landgemeinde Mustjala) im Kreis Saare.

## Beschreibung
Das Dorf hat zehn Einwohner (Stand 31. Dezember 2011). Es liegt 26 Kilometer nordwestlich der Inselhauptstadt Kuressaare.
Nahe dem Dorf befindet sich der gleichnamige See, der 9,1 Hektar große Jauni järv.